# تمرد بنجاب

صورة توضح حدود بنجاب على الخريطة

كان التمرد في بنجاب الذي بدأ أوائل ثمانينيات القرن العشرين حملة مسلحة شنتها حركة خالستان السيخية القومية المسلحة. في ثمانينيات القرن المنصرم، تطورت الحركة إلى حركة انفصالية بعد لا مبالاة ملحوظة من قبل الدولة الهندية في ما يتعلق بالمفاوضات المشتركة. أحدثت الثورة الخضراء العديد من التغييرات الاجتماعية والاقتصادية التي، إضافة إلى فئوية السياسة، أفضت إلى تصاعد التوتر في ولاية البنجاب بين السيخ الريفيين في بنجاب وحكومة الاتحاد في الهند. بعد ذلك بدأ الاستراتيجيون الباكستانيون في دعم البعد العسكري لحركة خالستان.
انتهت انتخابات ولاية بنجاب لعام 1972 بفوز المؤتمر وهزيمة حزب أكالي دال. في عام 1973، طرح حزب أكالي دال قرار أناندبور ساهيب للمطالبة بالمزيد من السلطات المستقلة لولاية البنجاب. اعتبرت حكومة المؤتمر القرار وثيقة انفصالية ورفضته. بعد ذلك انضم جارنايل سينغه بيندرانوالي إلى أكالي دال لإطلاق حركة دارام يوده مورتشا في عام 1982 لتطبيق قرار أناندبور ساهيب. نال بيندرانوالي مكانة مرموقة في الدائرة السياسية السيخية بسياسته التي تبنت تمرير قرار أناندبور، وفشل في رغبته في إعلان إقليم البنجاب الفيدرالي شبه المستقل وطنًا للسيخ. اتهمت الحكومة بيندرانوالي بالوقوف وراء بروز النزعة العسكرية السيخية في بنجاب. في ظل بيندرانوالي، تزايدت أعداد المنضمين إلى خالسا. وصعّد أيضًا من لهجته حول «الهجوم» الملاحظ على القيم السيخية من جماعة براهمين ومنظمة التطوع الوطنية، زاعمًا بأن نواياهم كانت تهدف إلى التأثير على السيخية والقضاء على فردانيتها من خلال دمجها بهندوسية عموم الهند. بدأ بيندرانوالي وأتباعه بحمل السلاح في جميع الأوقات دفاعًا عن النفس. في عام 1983، وبهدف النجاة من الاعتقال، احتل رفقة أتباعه المقاتلين أكال تاخت وحصّنه. وجعل من المبنى الديني للسيخ مقرًا له وقاد حملة لنيل الحكم الذاتي في البنجاب بدعم قوي من اللواء شابيغ سينغه. ومن ثم اتخذوا من المعبد الذهبي ملجًا لهم.
في الأول من يونيو لعام 1984، أُطلقت عملية النجمة الزرقاء لطرده مع مقاتليه المسلحين من مجمع المعبد الذهبي. خلال العملية قتل الجيش الهندي بيندرانوالي في يوم 6 يونيو الذي يصادف يوم استشهاد غورو أرجان ديف جي. أثارت العملية التي نُفذت في غورودوارا غضب السيخ وزادت من الدعم الذي نالته حركة خالستان. وبعد مرور أربعة أشهر على العملية وانتقامًا لمقتله، اغتيلت رئيسة وزراء الهند أنديرا غاندي في 31 أكتوبر 1984 من قبل حارسيها الشخصيين، ستوانت سينغه وبيانت سينغه. أفضى الغضب الشعبي على وفاة غاندي إلى ذبح السيخ في مذابح السيخ التي تلت ذلك. لعبت هذه الأحداث دورًا رئيسيًا في عنف جماعات السيخ المسلحة التي دُعمت من قبل باكستان واستهلكت إقليم البنجاب حتى مطلع تسعينيات القرن العشرين حين فقدت حركة خالستان زخمها بشكل تدريجي.
تلاشى التمرد في التسعينيات من القرن الماضي وفشلت الحركة في تحقيق أهدافها لأسباب عديدة من بينها الحملة الشديدة التي شنتها الشرطة على المسلحين والاقتتال بين الفصائل وخسارة الدعم الشعبي مع وضع الجماعة المسلحة تحت سيطرة قوى حفظ النظام بحلول عام 1993.

## الخلفية
في الخمسينيات من القرن العشرين، أُنشئت حركة بنجابي سوبا لإعادة التنظيم اللغوي لدولة البنجاب ووضع اللغة البنجابية، في نهاية المطاف اعترفت الحكومة بالحركة عام 1966 بعد احتجاجات وتوصية من لجنة إعادة تنظيم الولايات. انقسمت ولاية البنجاب في وقت لاحق إلى ولاية هيماتشال براديش وولاية هاريانا الجديدة وولاية بنجاب الموجودة اليوم.
بدأت عملية عزل السيخ عن التيار الوطني بعد فترة وجيزة من الاستقلال نظرًا إلى التعصب الطائفي للأحزاب والمنظمات الإقليمية والقومية بما فيها منظمة التطوع الوطنية وجان سانغه وأريا ساماج، وتفاقم الأمر بسبب الفصائل والسياسيين المحليين وسوء إدارة المؤتمر. وفقًا للجنرال الهندي أفسير كريم، كان العديد من المراقبين يعتقدون أن المشاعر الانفصالية بدأت في عام 1951 حين تبرأ البنجاب الهندوس من اللغة البنجابية تحت تأثير العناصر المتطرفة، وخلقت «الشكوك حول مفاهيم بنجابي سوبا» ارتيابًا متبادلًا ونقمة ومزيدًا من سوء الفهم بين الجماعتين. تركت إعادة التنظيم التي شهدها العام 1966 السيخ يشعرون باستياء كبير، إذ ازدادت حدة مشاعر النقمة بسبب قضايا بقيت دون حل كمكانة شانديغار وتوزيع مياه الأنهار.
في حين كان للثورة الخضراء في البنجاب العديد من الآثار الإيجابية، تسبب إدخال التقنيات الزراعية الآلية بتوزيع غير متكافئ للثروة. لم تنفذ التنمية الصناعية بنفس وتيرة التنمية الزراعية، فقد كانت الحكومة الهندية مترددة في إقامة صناعات ثقيلة في البنجاب نظرًا لوضعها كدولة حدودية شديدة الخطورة مع باكستان. أدت الزيادة السريعة في فرص التعليم العالي دون زيادة كافية في الوظائف إلى ارتفاع في بطالة الشباب المتعلم. انجذب شباب السيخ الريفيون العاطلون عن العمل إلى الجماعات المسلحة وشكلوا العمود الفقري للنزعة العسكرية. 
بعد هزيمته في انتخابات البنجاب لعام 1972، طرح حزب أكالي دال قرار أناندبور ساهيب في عام 1973 لمعالجة هذه المظالم وغيرها، والمطالبة بالمزيد من الحكم الذاتي للبنجاب. اشتمل القرار على قضايا دينية وسياسية. وطالب بالاعتراف بالسيخية كدين وطالب أيضًا بنقل السلطة من الحكومة المركزية إلى حكومات الولايات. رفضت الحكومة قرار أناندبور معتبرة إياه وثيقة انفصالية. انضم آلاف الأشخاص إلى الحركة مع شعورهم بأنها تمثل حلًا حقيقيًا لمطالب مثل نيل حصة أكبر من مياه الري وعودة شانديغار إلى البنجاب.
كانت مواجهات السيخ والنيرانكاريين لعام 1978 قد وقعت داخل جماعة السيخ، إلا أن الموقف المؤيد لسانت نيرانكاري الذي كان سائدًا لدى بعض الهندوس في بنجاب ودلهي أدى إلى انقسام أكبر، بما في ذلك أعضاء جان سانغه كهاربانز لال خانا الذين انضموا إلى النزاع ونظموا تظاهرات مضادة وعداونية، ورفعوا في احتجاج ضد مكانة المدينة المقدسة التي نالتها أمريتسار شعارات تحريضية مثل «أرسلوا أولئك الذي يلبسون الKs 5 (السيخ) إلى باكستان».

## دارام يود مورتشا
نال بيندرانوالي مكانة مرموقة في الدائرة السياسية السيخية بسياسته التي تبنت تمرير قرار أناندبور. اعتبرت أنديرا غاندي، زعيمة حزب أكال دالي المنافس، قرار أناندبور ساهيب وثيقة انفصالية على الرغم من طابعه الإنساني الصرف ومن تطابقه مع وعود سابقة قطعتها الحكومة. كانت وجهة نظر الحكومة أن تمرير القرار سيتيح للبنجاب استقلالًا ذاتيًا.
نظرًا إلى أن أساليب الشرطة التعسفية التي كانت تُستخدم عادة ضد المجرمين العاديين كانت تستخدم مع المتظاهرين خلال دارام يود مورتشا، متسببة بقمع مارسته الدولة طال شريحة كبيرة جدًا من سكان البنجاب، جاء العنف الانتقامي من قسم من السكان السيخ، الأمر الذي أدى إلى توسيع نطاق الصراع عبر استخدام عنف الدولة ضد شعبها، مما خلق دوافع جديدة لدى شباب السيخ للجوء إلى التمرد. كان مفهوم خالستان ما يزال مبهمًا حتى حين كان المجمع محصنًا عبر نفوذ مسؤولي جيش السيخ السابقين الذين عزلتهم إجراءات الحكومة والذين أخذوا عندئذ يقدمون المشورة لبيندرانوالي وللواء شابيغ سينغه واللواء المتقاعد والعميد موهيندر سينغه، وفي تلك المرحلة لم يكن المفهوم مرتبطًا بشكل مباشر بعد بالحركة التي ترأسها. في أجزاء أخرى من البنجاب، امتزجت «حالة من الفوضى وأساليب الشرطة القمعية» لتخلق «في صفوف جماهير السيخ مزاجًا من الغضب الشديد والاستياء حيال السلطات»، مما منح بيندرانوالي شعبية أكبر وشيوعًا لمطالب الاستقلال حتى بين معتدلي ومثقفي السيخ.